# Лінива ініціалізація
Відкладена (лінива) ініціалізація (англ. Lazy initialization) — прийом в програмуванні, коли деяка ресурсномістка операція (створення об'єкта, обчислення значення) виконується безпосередньо перед тим, як буде використаний її результат. Таким чином, ініціалізація виконується "на вимогу", а не завчасно. Аналогічна ідея знаходить застосування в самих різних галузях: наприклад, компіляція «на льоту» і логістична концепція «Точно в строк».

## Фабрика відкладеної ініціалізації
Шаблон проєктування «відкладена ініціалізація» часто використовують разом з шаблоном фабричного методу. Тут поєднані три ідеї:
- використання фабричного методу для отримання екземпляра класу
- збереження екземплярів у відображенні (Map), так що наступного разу можна запросити цей же екземпляр (Мультитон, Unit Of Work, тощо)
- використання відкладеної ініціалізації для створення екземпляра об'єкта лише тоді, коли поступає запит